# Lista krakowskich posłów do Sejmu Krajowego Galicji
Lista krakowskich posłów do Sejmu Krajowego Galicji.
Kolejność posłów w ilości uzyskanych głosów.

## Wybory 4 kwietnia 1861
1. Antoni Zygmunt Helcel (zrezygnował 4 listopada 1862)
2. Leon Skorupka
3. Symeon Samelsohn
4. Ignacy Lipczyński (wybrany w wyborach uzupełniających 8 stycznia 1863 na miejsce Antoniego Helcla)

## Wybory 4 lutego 1867
1. Józef Majer
2. Mikołaj Zyblikiewicz
3. Szymon Sammelsohn

## Wybory 7-8 lipca 1870
1. Mikołaj Zyblikiewicz
2. Józef Majer
3. Leon Wojciech Chrzanowski

## Wybory 26 października 1876
1. Leon Chrzanowski
2. Józef Majer
3. Mikołaj Zyblikiewicz (zrezygnował w 1876)
4. Maksymilian Zatorski (wybrany w wyborach uzupełniających 22 stycznia 1877 za Mikołaja Zyblikiewicza)

## Wybory 31 maja 1883
1. Ferdynand Weigel
2. Leon Chrzanowski
3. Józef Majer

## Wybory 4 lipca 1889
1. Ferdynand Weigel
2. Leon Chrzanowski
3. Adam Asnyk (demokrata)

## Wybory 30 września 1895
1. Ferdynand Weigel (demokrata)
2. Henryk Jordan (konserwatysta)
3. Jan Rotter (demokrata)
4. Fryderyk Zoll (wybrany w wyborach uzupełniających 30 października 1896, konserwatysta)

## Wybory 11 i 16 września 1901
1. Juliusz Leo (konserwatysta)
2. Jan Kanty Federowicz (konserwatysta)
3. Władysław Leopold Jaworski (konserwatysta)
4. Jan Rotter (zmarł 22 lipca 1906, demokrata)
5. Walenty Staniszewski (wybrany w wyborach uzupełniających 7 listopada 1906 na miejsce Jana Rottera, konserwatysta)

## Wybory 2 marca 1908
1. Juliusz Leo (demokrata)
2. Ernest Tytus Bandrowski (demokrata)
3. Jan Kanty Federowicz (demokrata)
4. Ignacy Landau (demokrata)

## Wybory 3 lipca 1913
1. Juliusz Leo (demokrata)
2. Jan Kanty Federowicz (demokrata)
3. Ernest Bandrowski (demokrata)
4. Konstanty Srokowski (demokrata)

## Literatura
- J. Bieniarzówna, J. M. Małecki: Dzieje Krakowa. Kraków w latach 1796-1918. Kraków, 1979. ISBN 83-08-00116-5.
- Stanisław Grodziski: Sejm Krajowy Galicyjski 1861-1914. Warszawa: Wydawnictwo Sejmowe, 1993. ISBN 83-7059-052-7.